# 1433

## Esdeveniments
Països Catalans
Resta del món
18 i 19 de novembre: Batalla de Delebio entre el Ducat de Milà i la República de Venècia.

## Naixements
Països Catalans
Resta del món

## Necrològiques
Països Catalans
- 1 de juny, Xàtiva (la Costera, el País Valencià): Jaume II d'Urgell «el Dissortat», potser assassinat pelsrmans del Magnànim, els infants Joan, Enric i Pere (n. 1378/1380).[1]
- 8 de setembre, Barcelona: Constança de Cabrera, abadessa cistercenca de Vallbona i de Valldonzella.[2]
- Andreu Bertran, president de la Generalitat de Catalunya.

Resta del món